# ISIS (人工衛星)
ISIS（International Satellites for Ionospheric Studies）はカナダが電離層研究のため打ち上げた人工衛星シリーズ。カナダ初の衛星、アルエット1号の成功を受けて、カナダとアメリカは科学衛星をさらに3機共同で打ち上げることを決定した（ISIS計画）。この3機はISIS-X、ISIS-I、ISIS-IIと名づけられ、ISIS-Xは後にアルエット2号と改名された。アルエット衛星と同様、ISIS衛星の主契約企業はモントリオールのRCAヴィクターである。
最終機となる衛星の製造が計画されていたものの、政府の主眼が通信衛星にシフトしたため、1969年に中止となった。

## ISIS I
ISIS Iは1969年1月30日6時46分（UTC）、ヴァンデンバーグ空軍基地からデルタロケットによって打ち上げられた。カナダは1984年3月13日にISIS Iの運用を終えたが、その後日本が使用する権限を与えられ、1990年まで日本が使用した。
アルエット衛星とは異なり、ISISは複雑なナビゲーショナル装置と通信領域から出たときに実験を記録するテープレコーダを搭載し、衛星がカナダ上空を再び訪れたときに結果を地上に送信した。レコーダで記録されない実験もあったが、データは地球上に点在する地上ステーション越しに送信された。合計で10種の実験を行った。

## ISIS II
ISIS IIは1971年4月1日2時57分（UTC）、ヴァンデンバーグ空軍基地からデルタロケットによって打ち上げられた。予算的な制限のためISIS IIはISIS Iと大部分が同一設計であった。主な違いは、大気の光放射研究用の装置が2つ追加されたことである。